# Павел Чехов
Па́вел Андре́евич Че́хов (англ. Pavel Andreievich Chekov) — персонаж научно-фантастического телевизионного сериала «Звёздный путь: Оригинальный сериал» и полнометражных фильмов.
По утверждению создателя «Звёздного пути» Джина Родденберри, он создал этого персонажа в ответ на критическую статью в газете «Правда», в которой будто бы говорилось, что несмотря на лидерство СССР в исследовании космического пространства, на космическом корабле «Энтерпрайз» не было русских. Однако, по всей видимости, такой статьи в «Правде» никогда не было.

## Биография
Родился в 2244 году. Окончил Звёздную Академию в 2267 году. Стажировался, а затем и проходил службу на борту «Энтерпрайза» с 2263 года. В 2277 году переведён на космический корабль «Релайент», участвовавший в 2285 году в проекте «Генезис», который стал причиной серьёзного инцидента. Вернулся на «Энтерпрайз» в 2286 году.

## Оригинальный сериал
Создатель сериала Джин Родденберри, включая в команду «Энтерпрайза» персонажа, который был родом из СССР, давнего противника США в Холодной войне, исходил из собственного видения идеального будущего, в котором все обитатели планеты Земля живут в мире. Однако, так как предполагаемая статья в «Правде» никогда не появлялась, предположительно, заявление было сделало в рекламных целях (хотя Родденберри действительно писал письмо Михаилу Зимянину, редактору «Правды», проинформировав его о введении нового персонажа, а в пресс-релизе канала NBC, при описании нового персонажа в то же время, объявлялось об ответе на статью в «Правде». Кёниг, сыгравший Чехова, всегда отрицал «российское происхождение» в истории о появлении его героя в сериале и заявлял, что персонаж появился на волне популярности Дэйви Джонса — вокалиста американской группы «The Monkees», и причёска Чехова только подтверждает это.
Чехов впервые появился в «Орудии» (первая серия, снятая во втором сезоне), он стал последним из героев основного экипажа «Энтерпрайза» в оригинальных сериях «Звёздного пути». Серия «Время ярости», ставшая первой серией второго сезона, символизировала первое появление Чехова в сериале. Из-за нехватки бюджетных средств персонаж Чехова не вошёл в состав экипажа «Звёздный путь: Анимационный сериал».

## «Звёздный путь» (2009)
В одиннадцатом фильме «Звёздного пути» персонаж в исполнении Антона Ельчина предстаёт перед зрителем семнадцатилетним вундеркиндом, чьи математические способности не раз спасают «Энтерпрайз», а его акцент обеспечивает комический контраст происходящему на экране, например, он вынужден медленно и чётко произносить команды компьютеру, так как компьютер их не воспринимает, не понимая его неправильное произношение буквы W. Примечательно, что персонаж Чехова имеет те же проблемы, что и в оригинальном сериале. Но из-за происхождения Кёнига (Ельчин уроженец Ленинграда, а Кёниг — Иллинойса), его акцент не похож на настоящий русский.
Уолтер Кёниг сыграл Чехова спустя двенадцать лет после «Поколений» в фан-сериале «Новые путешествия» (серии «Новые пути» и «Служба всех моих дней»). Ещё раз Чехов в исполнении Кёнига появляется в фанатском мини-сериале «Звёздный путь. Боги и люди» (оригинальное название: «Star Trek: Of Gods and Men»).
Уильям Шетнер в своих романах «Одиссея» и «Трилогия зеркальной вселенной» упоминает, что Чехов стал главой Звёздного флота.

## Появления на экране
- «Звёздный путь: Оригинальный сериал»
- «Звёздный путь» (1979)
- «Звёздный путь 2: Гнев Хана»
- «Звёздный путь 3: В поисках Спока»
- «Звёздный путь 4: Путешествие домой»
- «Звёздный путь 5: Последний рубеж»
- «Звёздный путь 6: Неоткрытая страна»
- «Звёздный путь: Поколения»
- «Звёздный путь» (2009)
- «Стартрек: Возмездие»
- «Стартрек: Бесконечность»